# Гілочник кільчастий
Гілочник кільчастий (Eucladium verticillatum) — вид мохів порядку потіальних (Pottiales).

## Поширення
Батьківщиною є Європа, Африка, Північна Америка, Азія, Нова Зеландія.
Населяє стікання вапняних або іноді гранітних скель або будівельного розчину, навколо джерел, окраплені скелі у вапнякових регіонах.

## Характеристика
Стебла прямі, 0.7–6 см, листя часто розгалужені кільцями в послідовних новоутвореннях. Листки 1.2–2.5 мм, плоскі чи жолобчасті дистально чи в середині листка. Коробочкові ніжки від жовтого до червоно-коричневого забарвлення, не закручені чи трохи закручені. Коробочка 0.8–1.8 мм, у старості червоно-бура. Спори бліді. Спорофіти зустрічаються рідко, коробочки дозрівають у червні — серпні.